# Pompka ogniowa

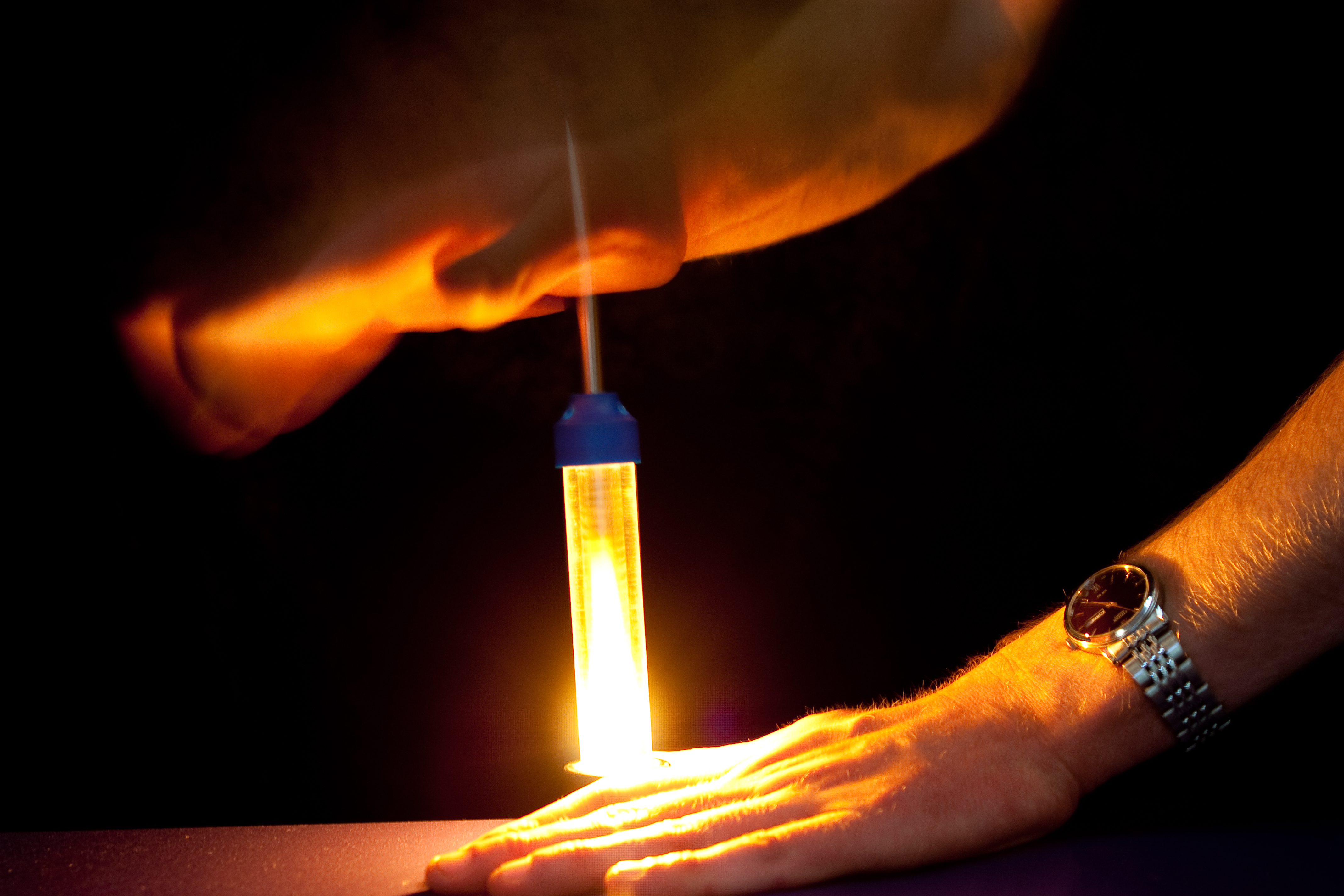
Pompka ogniowa z wykorzystaniem bawełny jako paliwa w użyciu

Pompka ogniowa (ang. fire piston) znane już w starożytności urządzenie służące do rozniecania ognia. Wykorzystuje zjawisko wzrostu temperatury gazu podczas jego sprężania.
Wykonane z drewna, rogu, bambusa, w nowoczesnym wykonaniu może być wykonane także ze szkła, a tłok z ołowiu lub innego metalu.
Prawdopodobnie rozwiązanie to zainspirowało Rudolfa Diesla do stworzenia silnika wysokoprężnego.